# Чемберлен, Джон
Джон Ангус Чемберлен (англ. John Angus Chamberlain, 16 апреля 1927, Рочестер, Индиана — 21 декабря 2011, Нью-Йорк) — американский скульптор, живописец, график и режиссёр.

## Биография и творчество
Джон Чемберлен родился 16 апреля 1927 Рочестер, Индиана, вырос в Чикаго. После службы в армии США с 1943 по 1946, учился в Художественном институте Чикаго с 1950 по 1952 и в Black Mountain College с 1955 по 1956, где попал под влияние модернистской эстетики поэтов Чарльза Олсона (Charles Olson, 1910-70) и Роберта Крили, с которыми завел длительную дружбу. В его ранних скульптурах из сварного железа чувствовалось сильное влияние абстрактного экспрессионизма, а также скульптуры Дэвида Смита. В 1957 Джон Чемберлен переехал в Нью-Йорк, где создал свои первые работы из частей разбитых машин, такие как «Shortstop» (1957), благодаря которым он сразу стал узнаваем и получил признание. Его работа была включена в выставку «Искусство ассамбляжа» («Art of Assemblage») в Музее современного искусства, Нью-Йорк, в 1961. В 1962 Чемберлен начал выставляться в галерее Лео Кастелли. На протяжении середины 1960-х он продолжал работать в том же ключе, расширяя формальный язык. Эти работы ассоциировались с джанк-артом.
С 1967 Чемберлен начал интересоваться кино и видео, в 1968 занялся своим наиболее амбициозным кинематографическим проектом — «Wide Point». В это же время вернулся к искорёженному металлу после короткого увлечения трафаретной печатью и живописью действия, для которой использовал распылитель для покраски автомобилей. С этого момента его материалы включали не только знакомые шасси, но и резину, пластик и оргстекло. Чуть позднее, во время топливного кризиса, часто использовал канистры, например, в таких работах как «Socket and Kiss» (1979). Помимо кино и живописи, Чемберлен создавал и выставлял рисунки и гравюры — Time Goes By, Purple Disappears (1987).
Первая ретроспектива художника состоялась в 1971 в Музее Гуггенхайма в Нью-Йорке, вторая — в 1986 в Музее современного искусства в Лос-Анджелесе. Он жил и работал в Shelter Island, Нью-Йорк.

## Персональные выставки
- 2009 Contemporary Conversations: John Chamberlain, American Tableau, The Menil Collection, Хьюстон
- 2008 Джон Чемберлен: Recent Work, PaceWildenstein, Нью-Йорк
- 2007 Джон Чемберлен, Galerie Karsten Greve, Кёльн
- 2007 Джон Чемберлен, Galerie Karsten Greve, Париж
- 2007 Anthony Meier Fine Arts, Сан-Франциско
- 2006 Джон Чемберлен, Galerie Terminus, Мюнхен
- 2006 It´s His Show, BUCHMANN GALERIE, Берлин
- 2006 Xavier Hufkens, Брюссель
- 2005 Recent Sculpture, PaceWildenstein, Нью-Йорк
- 2005 Papier Paradiso, Kunstmuseum Winterthur, Винтертур
- 2005 Without Fear, Waddington Galleries, Лондон
- 2005 Foam sculptures (1966—1979); Photographs (1989—2004), The Chinati Foundation, Марфа, Техас
- 2004 L.A. Louver Gallery, Венеция
- 2003 Recent Sculpture, PaceWildenstein, Нью-Йорк
- 2002 Skulptur und Fotografie, Galerie Karsten Greve, Кёльн
- 2000 Photography and Sculpture, Galerie Karsten Greve, Париж
- 2000 Recent Sculpture, PaceWildenstein, Нью-Йорк
- 1999 MAM Mario Mauroner Contemporary Art Salzburg, Зальцбург
- 1999 Photographs & Sculptures, Galerie Karsten Greve, Милан
- 1998 Chamberlain’s Fauve Landscape, PaceWildenstein, Нью-Йорк
- 1996 Current Work And Fond Memories, Kunstmuseum Wolfsburg, Вольфсбург
- 1996 Recent Sculpture, PaceWildenstein, Нью-Йорк
- 1994 Recent Sculpture, PaceWildenstein, Нью-Йорк
- 1988 Berkeley Art Museum and Pacific Film Archive BAM/PFA, Беркли
- 1987 Recent Sculpture, Fruitmarket Gallery, Эдинбург
- 1975 Recent Sculptures, Contemporary Arts Museum Houston, Хьюстон

## Работы в публичных коллекциях
- Museum Moderner Kunst Stiftung Ludwig, Вена, Австрия
- Carleton University Art Gallery, Оттава, Канада
- Kiasma — Museum of Contemporary Art, Хельсинки, Финляндия
- Musee d´Art Moderne et d`Art Contemporain Nice, Ницца, Франция
- Museum Frieder Burda, Баден-Баден, Германия
- K20 Kunstsammlung Nordrhein-Westfalen — am Grabbeplatz, Дюссельдорф, Германия
- Zentrum für Kunst und Medientechnologie Karlsruhe, Карлсруэ
- Museum Brandhorst, Мюнхен, Германия
- Städtisches Museum Abteiberg, Мёнхенгладбах, Германия
- Kunsthalle Weishaupt, Ульм, Германия
- Artsonje Museum, Gyeongju Bomun, Корея
- Stedelijk Museum Amsterdam, Амстердам, Нидерланды
- Berardo Museum — Collection of Modern and Contemporary Art, Лиссабон, Португалия
- Kunstmuseum Winterthur, Винтертур
- Tate Britain, Лондон, Великобритания
- Dia: Beacon, Beacon, США
- Художественный институт Чикаго, Чикаго, США
- Cleveland Museum of Art (недоступная ссылка), Кливленд, США
- Des Moines Art Center, Де-Мойн, США
- The Detroit Institute of Arts, Детройт, США
- Samuel P. Harn Museum of Art, Gainesville, США
- The Menil Collection, Хьюстон, США
- Kemper Museum of Contemporary Art, Канзас, США
- Hirshhorn Museum and Sculpture Garden (недоступная ссылка), Вашингтон, США
- Национальная галерея искусства, Вашингтон, США
- Polk Museum of Art, Lakeland, США
- Los Angeles County Museum of Art, Лос-Анджелес, США
- MOCA, Лос-Анджелес, США
- Chinati Foundation, Марфа, Техас, США
- The Margulies Collection, Майами, США
- Walker Art Center (недоступная ссылка), Миннесота
- Dia Art Foundation: Нью-Йорк, США
- Музей Гуггенхайма, Нью-Йорк, США
- Whitney Museum of American Art, Нью-Йорк, США
- Музей современного искусства, Нью-Йорк, США
- Orlando Museum of Art, Орландо, США
- Palm Springs Art Museum, Палм-Спрингс, США
- Norton Simon Museum of Art, Пасадена, США
- The John and Mable Ringling Museum of Art, Сарасота, США
- Parrish Art Museum, Саутгемптон, США